# Нигерская федерация футбола
Ни́герская федера́ция футбо́ла (фр. Fédération Nigerienne de Football) — организация, осуществляющая контроль и управление футболом в Нигере. Располагается в Ниамее. НФФ основана в 1961 году, вступила в ФИФА и в КАФ в 1964 году. В 1975 году стала членом-основателем Западноафриканского футбольного союза. Федерация организует деятельность и управляет национальными сборными по футболу (мужской, женской, молодёжными). Под эгидой федерации проводится чемпионат страны и многие другие соревнования.